# Резник, Регина
Регина Резник (англ. Regina Resnik, 30 августа 1922, Нью-Йорк — 8 августа 2013, там же) — американская оперная певица (сопрано и меццо-сопрано).

## Биография
Из семьи еврейских эмигрантов из Бердичева. Её учителями были Розали Миллер, Фриц Буш, Джузеппе Данизе. Окончила Hunter College, 10 месяцев спустя дебютировала в декабре 1942 года в роли леди Макбет в опере Верди Макбет (New Opera Company, дирижёр — Фриц Буш). Через несколько месяцев выступила в операх Фиделио (Леонора) и Кармен (Микаэла), которыми дирижировал Эрих Клайбер. Исполненная ею ария из оперы Эрнани принесла ей победу в конкурсе Metropolitan Opera Auditions of the Air и контракт с Метрополитен-опера на сезон 1944—1945 гг.
Муж — скульптор Арбит Блатас (1908—1999).

## Роли
Пела в Трубадуре (Леонора, дебют в Метрополитен-опера), Дон Жуане (донна Анна и донна Эльвира), Электре (Хрисофемида), Аиде (заглавная роль), Фальстафе (Алиса Форд), Тоске (заглавная роль), Мадам Баттерфляй (заглавная роль), Богеме (Мюзетта), Питере Граймсе (Эллен Орфорд).
В 1953 и 1961 выступала на Байрейтском фестивале. Дирижёр Клеменс Краус переориентировал певицу на исполнение партий для меццо-сопрано. Так она спела Клитемнестру в Электре Штрауса, заглавную партию в Кармен, Амнерис в Аиде, Марину в Борисе Годунове, Ульрику в Бале-маскараде, миссис Квикли в Фальстафе, Гензеля в Гензеле и Гретель, графиню в Пиковой даме и др.
В 1971—1981 выступала как режиссёр-постановщик, c 1983 — как продюсер на радио и телевидении. С 1987 пела в мюзиклах: фройляйн Шнайдер в Кабаре (номинация на премию Тони), мадам Армфельд в A Little Night Music и др.

## Преподавательская деятельность
Преподавала в Европе, Канаде и США. Была музыкальным директором программы ЕС для молодых певцов Eurobottega.

## Признание
- Кавалер ордена «За заслуги перед Литвой» (6 февраля 2004 года, Литва)[2].
- Премия American Guild of Musical Artists.
- Почётный доктор Хантер-колледжа.
- Почётный доктор Консерватории Новой Англии (2007).
- Член жюри Премии Пибоди.
- Член Совета директоров Metropolitan Opera Guild и др.